# Tokarnia (Beskid Śląski)
Tokarnia (712 m n.p.m.) – niewybitna góra w bocznym grzbiecie Trzech Kopców w Beskidzie Śląskim. Grzbiet ten biegnie poprzez szczyty Kamienny i Cyrhla do Tokarni, na której się kończy.
Północne i północno-wschodnie stoki Tokarni opadają do doliny potoku Dobka, zachodnie do doliny Potoku Tokarskiego. Tokarnia jest częściowo lesista i pokryta licznymi polanami na które wspinają się coraz liczniej zabudowania Wisły. Pierwotnie nazwa Tokarnia odnosiła się do kompleksu lasów i polan w otoczeniu szczytu, a oznaczała miejsce tokowania głuszców (tokowisko).
Zobacz też: Tokarnia – osiedle w Wiśle.